# NGC 2285
NGC 2285 is een dubbelster in het sterrenbeeld Tweelingen. Het hemelobject werd op 20 april 1865 ontdekt door de Duits-Deense astronoom Heinrich Louis d'Arrest.